# Ronda al Maestrazgo
La Ronda al Maestrazgo es una competición ciclista amateur de un día que se celebra en Benicarló en la provincia española de Castellón, durante el mes de mayo. Fue creada en 1972 y está organizada por la Unión ciclista de Benicarló para corredores amateurs.

## Palmarés
| Año       | Ganador                 | Segundo                 | Tercero                   |
| --------- | ----------------------- | ----------------------- | ------------------------- |
| 1972      | Francisco Luis Esclapes |                         |                           |
| 1973      | Luis Casas              |                         |                           |
| 1974      | Antonio Jiménez Luján   |                         |                           |
| 1975      | Custodio Mazuela        |                         |                           |
| 1976      | Jorge Fortià            |                         |                           |
| 1977      | Vicente Arquimbau       |                         |                           |
| 1978      | Carlos Greus            |                         |                           |
| 1979      | Félix Subies            |                         |                           |
| 1980      | Antonio Rumbo           |                         |                           |
| 1981      | José Recio              |                         |                           |
| 1982      | Sabino Angoitia         |                         |                           |
| 1983      | Joaquín Mujica          |                         |                           |
| 1984      | Jesús Ignacio Alonso    |                         |                           |
| 1985      | Björn Bäckmann          |                         |                           |
| 1986      | Aurelio Robles          |                         |                           |
| 1987      | Pedro Antonio Marquina  |                         |                           |
| 1988      | Víctor Gonzalo          |                         |                           |
| 1989      | Joaquim Martínez        |                         |                           |
| 1990      | José Luis Ortego        |                         |                           |
| 1991      | Juan Rodrigo Arenas     |                         |                           |
| 1992      | José Viladoms           |                         |                           |
| 1993      | Miguel Ángel Peña       |                         |                           |
| 1994      | José Viladoms           |                         |                           |
| 1995      | José Urea               |                         |                           |
| 1996      | Eduardo Hernández       |                         |                           |
| 1997      | Niklas Axelsson         |                         |                           |
| 1998      | Juan Manuel Cuenca      |                         |                           |
| 1999      | No se disputó           | No se disputó           | No se disputó             |
| 2000      | Javier Vázquez          |                         |                           |
| 2001      | Jaume Rovira            |                         |                           |
| 2002      | José Mario Box          |                         |                           |
| 2003      | Vicente Ballester       | Isidro Cerrato          | David Gutiérrez Gutiérrez |
| 2004      | Pedro Luis Castillo     | José Cánovas            | Raúl García de Mateos     |
| 2005      | Sergio Casanova         | Dermot Nally            | José Hernández            |
| 2006      | No se disputó           | No se disputó           | No se disputó             |
| 2007      | Francisco José González | Jordi Berenguer         | Luis Maldonado            |
| 2008      | David Belda             | Antonio García Martínez | Antonio López Carrasco    |
| 2009      | José Belda              | Sergio Mantecón         | Rafael Rodríguez Segarra  |
| 2010      | Eloy Teruel             | William Aranzazu        | Antonio Miguel Parra      |
| 2011      | José Belda              | Iván Díaz               | Josep Betalú              |
| 2012      | Pedro Gregori           | José Belda              | José Luis Ruiz            |
| 2013      | Francisco García Rus    | Víctor Martínez         | David López Gómez         |
| 2014      | Pedro Gregori           | Vicente Pastor          | Sergio Casanova           |
| 2015      | David Santillana        | Sebastián Mora          | Marcos Altur              |
| 2016      | Sergey Belykh           | Eric Valiente           | Serafim Aleksyuk          |
| 2017      | Álvaro Marzá            | Mario García Romo       | Jaume Bonnin              |
| 2018-2020 | No se disputó           | No se disputó           | No se disputó             |
| 2021      | Benjamín Prades         | José María Martín Muñoz | Alejandro Franco          |
| 2022      | Josué Gómez             | Andrew Vollmer          | Sergio Geerlings          |
| 2023      | Víctor Castellano       | Victor Paula            | Óscar Moscardo            |

## Palmarés por países
| País     | Victorias |
| -------- | --------- |
| España   | 44        |
| Rusia    | 1         |
| Suecia   | 1         |
| Alemania | 1         |